# こうじょう雅之
こうじょう雅之（こうじょうまさゆき、1978年7月24日 - ）は日本の水墨画家・イラストレーター。「武人画師」や、「絵描師」を名乗る。2018年4月より宇治市観光大使に就任する。

## 略歴
- 近江高等学校卒[3][注 1]。京都理容美容専修学校卒[3]。
- 2011年に日清カップヌードルのCMおよび『バガボンド』宮本武蔵のライブアートを観たことを契機として創作活動を行うようになり、2014年から「武人画」アーティストとしての活動を開始した[4]。2012年に当時勤務していた物流会社を退職し、専業のアーティストとなった[3]。

## 作風
- 独学で習得した水墨画で戦国時代や三国志の武人を描く「武人画」を製作している[1][4][5]。近年は「現代武人画」と銘打ち存命人物を武人画の対象とすることもある[6]。こうじょう自身は、武人画を「『武人』とは『戦う者』ではなく、それぞれの『覚悟を持つ者』と捉えております。私自身も、その『覚悟』を持って描く事、そしてその様々な人物の『覚悟』を墨絵で観て、感じて頂けるものを『武人画』として捉えております。」と定義している[5]。
- 個展やイベント会場で、音楽に合わせてその場で武人画を描き上げるライブペイント「Live Art」を行っている[7][5][3]。

## 来歴
- 2015年から、明治維新ミュージアム霊山歴史館のビジュアルを担当[5]、新撰組のポスターのデザインを行う。
- 2016年7月に、江島神社に龍神と八臂弁財天の水墨画を奉納している[8][5]。同月から、谷川貞治のプロデュースする格闘技イベント巌流島の初のオフィシャルグッズとしてTシャツのデザインを手掛けた。また、2016年7月31日に有明コロシアムで巌流島第4回大会Finalが行われるオープニングファイトにて、武人画のLive Artが行われた[8][9]。
- 2016年8月から、2017年に「王政復古の大号令」から150年を迎えることを記念し行われた「大政奉還150周年記念プロジェクト」にて、国宝二条城においてLive Artを複数回行っている[8][10]。
- 2016年10月発売のNHK大河ドラマ「真田丸」公式グッズであるカレンダー・ポストカードのデザインを手がけた[8][5]。
- 2016年12月には、大塚家具の企画「STAR WARS / PREMIUM HOME COLLECTION 2016 by IDC OTSUKA」の一環として、ウォルトディズニー、ルーカスフィルム公認にてスター・ウォーズの人気キャラクターである、「ダース・ベイダー」「ストームトルーパー」「帝国軍」をデザインした描き下ろし武人画が限定販売された。また、大塚家具ショールームでのLive Artパフォーマンスも行った[8][5][11]。
- 2017年3月　東山花灯路2017にて、国宝 知恩院三門前 LIVE ARTを披露し、広島東洋カープ 黒田博樹引退記念Tシャツ&タオルのデザインを担当した。西武百貨店 池袋本店にて開催された、永井豪デビュー50周年 ダイナミック企画「魔人画[12]」を書き下ろし話題となる。
- 2017年4月に、東京では初となる武人画展 JAPAN PRIDEを東京銀座G735 Galleryで開催し、オープニングLIVE ARTを披露。又同時に マーベル・コミック公認にて「アイアンマン」「キャプテン・アメリカ」「スパイダーマン」の武人画を製作し、同会場でお披露目された。
- 2017年5月、 蔦屋書店 代官山にて、スター・ウォーズ40周年 イベントにて、新たに「ダース・ベイダー」を書き起こし、即日完売となる。ドイツカーブランド Audi とタイアップ企画として、新車種 Q2発売記念 武人LIVE ARTをAudi川越、Audi足立にて披露された。
- 2017年6月、スポーツメーカー アンダーアーマー （株式会社ドーム）契約選手、NFL トム・ブレディ来日記念として「武人画」を書き下ろし、アンダーアーマーよりトム・ブレディに贈られた。
- 2017年7月、 広島東洋カープ 菊池涼介・丸佳浩・鈴木誠也　３選手の武人画Tシャツ手がける。
- 2017年8月、 東京墨田区にて開催された、すみだストリートジャズフェスティバル[13]2017 にてメインビジュアルを担当し、デザインした販売Tシャツが同会場全量を完売した。又同フェス メインステージにて和太鼓集団 葉隠と共に、LIVEARTを披露した。
- 2017年9月 、京都宇治 平等院鳳凰堂にて行われた、スター・ウォーズ/最後のジェダイ 公開イベント (ライアン・ジョンソン監督 来日）にて「星間大戦絵巻 武人画屏風」制作 及び 公開し、多くのメディアに取り上げられ話題となった。
- 2017年10月、大政奉還150周年記念プロジェクトにて、国宝二条城「二の丸御殿前」維新志士LIVE ARTを実施。同時にNHK Cool Japanにてその模様が番組内で特集され、海外の方から注目を浴びた。
- 2017年11月 東京六本木 メルセデス ミー東京にて、CLA SATRWARS Week Episode2 ーメルセデス・ベンツ×STARWARSが開催され、「ダース・ベイダー」「ダース・モール」「ストーム・トルーパー」「ボバ・フェット」「カイロ・レン」「マスター・ヨーダ」を新たに書き起こし、原画以外では初となる、複製版画の販売を開催。ビクターエンターテインメントよりリリースされた、ガールズバンド Gacharic Spin(ブリスクルー)の楽器隊の４人に、ボーカルFukiを加えた、「DOLL$BOXX 」の Mini Album『high $pec[14]』のジャケットビジュアル、バンドロゴを担当。
- 2017年12月、西武百貨店 渋谷店にて開催された、ウルトラセブン 50th Aniversary[15]にて「武人画 ウルトラセブン」「武人画ウルトラマン」を手掛けた。
- 2018年1月には、東宝ミュージックよりメジャーデビューのRhythmic Toy World がTVアニメ「弱虫ペダル」のOP『君の声』がリリース。ツアーヴィジュアルとして、「弱虫ペダル」の「小野田坂道」「真波山岳」を武人画としてコラボレーションした。
- 2018年 3月、台湾台北市 崋山1914クリエイティブパーク東３にて開催された、野性爆弾 くっきー（吉本クリエイティブエージェンシー）による　超くっきーランドneo in 台北 にて「野爆屛風 ”阿吽”」コラボレーション作品の製作提供。
- バンダイナムコエンターテインメントECサイト「アソビストア 伝統工芸シリーズ[16]」にて、機動戦士ガンダム × 武人画 「ガンダム/ジオング”宇宙の対峙”」「ガンダム”破壊の鉄球”」「ガンダム”覚醒の一閃”』「シャア専用ザク”赤の強襲”」「シャア専用ザク”赤い重圧”」を製作、即完された。Amazon.co.jpより 「スター・ウォーズ/最後のジェダイ」Blu-ray&DVDが発売[17]し、プレミアムエディションとして、武人画「カイロ・レン」のアクリルフレームポスターを担当。
- 2018年４月、 京都宇治市　宇治川さくらまつり2018にて、宇治市長より任を受け、宇治市観光大使 就任。
- 山梨県女神の森セントラルガーデンにて開演となる、歌舞伎俳優 尾上松也によるオリジナル公演『百傾繚乱[18]』において、題字・ヴィジュアルを担当した。ポニーキャニオン主導による、「ウルトラJ プロジェクト」にて、日本レジェンドキャラクター×武人画「ウルトラマン（円谷プロ）」「科学忍者隊ガッチャマン（タツノコプロ）」「キューティーハニー（ダイナミック企画）」「月光仮面（宣弘社）」「サイボーグ009（石ノ森プロ）」「デビルマン（ダイナミック企画）」を手がける。
- 2018年5月には、Amazon × Disney開催の、兵庫神戸 神戸ハーバーランド Umie「スター・ウォーズ/最後のジェダイ」MovieNEX発売記念特別PRイベント「武人画カイロ・レン」LIVE ART を披露した。